# Валя-Леспезій
Валя-Леспезій (рум. Valea Lespezii) — село у повіті Прахова в Румунії. Входить до складу комуни Черашу.
Село розташоване на відстані 100 км на північ від Бухареста, 45 км на північ від Плоєшті, 48 км на південний схід від Брашова.

## Населення
За даними перепису населення 2002 року у селі проживали 439 осіб, усі — румуни. Усі жителі села рідною мовою назвали румунську.